# Tindaria callistiformis
Tindaria callistiformis — вид двостулкових молюсків родини Tindariidae. Це морський демерсальний вид, що мешкає на заході Атлантичного океану на глибині 3300-4800 м. Вид зареєстрований у Книзі рекордів Гінеса як тварина, що найповільніше росте. Згідно з даними дослідників за 100 років Tindaria callistiformis виростає лише на 8,4 мм.